# لويس بوبيان
لويس بوبيان هو سياسي كندي، ولد في 27 يوليو 1837 في مونتريال في كندا، وتوفي في 19 يوليو 1915 في أترمون في كندا. نشط حزبياً في حزب كندا المحافظ. وقد انتخب عضو الجمعية الوطنية في كيبك ‏ وانتخب عضو مجلس العموم الكندي.